# Điền kinh tại Đại hội Thể thao Đông Nam Á 2011
Điền kinh tại Đại hội Thể thao Đông Nam Á năm 2011 diễn ra từ ngày 12 đến 16 tháng 11 tại Sân vận động điền kinh Jakabaring, thuộc Khu liên hợp thể thao Jakabaring, Palembang, Indonesia. Trong suốt 5 ngày thi đấu, có tổng cộng 46 nội dung được tổ chức, chia đều cho nam và nữ (23 nội dung mỗi giới), tương ứng với chương trình thi đấu của Olympic, ngoại trừ đi bộ 50 km nam. Sáu  kỷ lục đại hội bị phá và 20 kỷ lục quốc gia được vượt qua.
Thái Lan, quốc gia có truyền thống thống trị ở môn điền kinh, tiếp tục dẫn đầu với 14 huy chương vàng và tổng cộng 32 huy chương. Indonesia, nước chủ nhà, bám sát với 13 huy chương vàng và là quốc gia giành nhiều huy chương nhất (36). Việt Nam xếp thứ ba với 9 huy chương vàng và tổng cộng 32 huy chương. Trong số 11 quốc gia tham dự, có 7 đoàn giành được huy chương ở bộ môn này.
Kỳ đại hội lần thứ 26 tiếp tục chứng kiến những chuỗi thành tích ấn tượng của các vận động viên: VĐV người Philippines Rene Herrera giành HCV thứ năm liên tiếp ở nội dung 3000 m vượt chướng ngại vật nam, trong khi đồng đội Marestella Torres giành danh hiệu nhảy xa nữ lần thứ tư, với cú nhảy xa thứ nhì châu Á tính đến thời điểm năm 2011, và Theerayut Philakong của Thái Lan bảo vệ thành công danh hiệu nhảy ba bước nam lần thứ tư liên tiếp. VĐV người Thái Wassana Winatho và James Wong Tuck Yim của Singapore đều chạm mốc HCV thứ 10 trong sự nghiệp SEA Games tại kỳ đại hội này.
Vận động viên Triyaningsih của Indonesia tiếp tục khẳng định vị thế áp đảo ở khu vực trong các nội dung đường dài nữ: sau hai lần giành cú đúp 5000 m/10.000 m vào năm 2007 và 2009, cô tiếp tục tái lập thành tích này và bổ sung thêm HCV marathon nữ. Agus Prayogo giành cú đúp 5000 m/10.000 m nam, còn chiến thắng của Yahuza ở nội dung marathon nam đã giúp Indonesia hoàn tất bộ ba nội dung đường dài ở cả hai giới. Hai vận động viên khác cũng hoàn thành cú đúp: Franklin Burumi của Indonesia vô địch cả hai nội dung 100 m và 200 m nam, trong khi Trương Thanh Hằng tái lập cú đúp 800 m/1500 m nữ lần thứ ba liên tiếp.
Vận động viên chạy cuối trong đội tiếp sức 4×400 m của Malaysia, Muhamad Yunus Lasaleh, đã có kết quả dương tính với chất cấm tại kỳ thi đấu này.

## Tóm tắt kết quả

### Nam
| Nội dung                    | Vàng                                                                                          | Vàng         | Bạc                                                                                     | Bạc        | Đồng                                                                                       | Đồng      |
| --------------------------- | --------------------------------------------------------------------------------------------- | ------------ | --------------------------------------------------------------------------------------- | ---------- | ------------------------------------------------------------------------------------------ | --------- |
| 100 m (Gió: +2.1 m/s)       | Franklin Ramses Burumi · Indonesia                                                            | 10.37 w      | Gary Yeo · Singapore                                                                    | 10.46 w    | Wachara Sondee · Thái Lan                                                                  | 10.47 w   |
| 200 m                       | Franklin Ramses Burumi · Indonesia                                                            | 20.93        | Suppachai Chimdee · Thái Lan                                                            | 21.05      | Sompote Suwannarangsri · Thái Lan                                                          | 21.46     |
| 400 m                       | Heru Astriyanto · Indonesia                                                                   | 47.53        | Archand Christian Bagsit · Philippines                                                  | 47.71      | Yakobus Leuwol · Indonesia                                                                 | 47.97     |
| 800 m                       | Dương Văn Thái · Việt Nam                                                                     | 1:49.42 NR   | Mervin Guarte · Philippines                                                             | 1:50.69    | Abdul Haris · Indonesia                                                                    | 1:51.28   |
| 1500 m                      | Ridwan · Indonesia                                                                            | 3:47.63      | Mervin Guarte · Philippines                                                             | 3:47.65 NR | Nguyễn Đình Cương · Việt Nam                                                               | 3:49.48 † |
| 5000 m                      | Agus Prayogo · Indonesia                                                                      | 14:10.01     | Jauhari Johan · Indonesia                                                               | 14:35.98   | Nguyễn Văn Lai · Việt Nam                                                                  | 14:41.30  |
| 10,000 m                    | Agus Prayogo · Indonesia                                                                      | 30:10.43     | Jauhari Johan · Indonesia                                                               | 30:43.62   | Nguyễn Văn Lai · Việt Nam                                                                  | 31:22.20  |
|                             |                                                                                               |              |                                                                                         |            |                                                                                            |           |
| 110 m vượt rào              | Jamras Rittidet · Thái Lan                                                                    | 13.77 GR, NR | Rayzam Shah Wan Sofian · Malaysia                                                       | 13.86      | Mohd Robani Hasaan · Malaysia                                                              | 14.14     |
| 400 m vượt rào              | Đào Xuân Cường · Việt Nam                                                                     | 51.45 NR     | Narongdech Janjai · Thái Lan                                                            | 51.60      | Andrian · Indonesia                                                                        | 51.70     |
| 3000 m vượt chướng ngại vật | Rene Herrera · Philippines                                                                    | 8:52.23      | Muhammad Al Quraisy · Indonesia                                                         | 8:55.91 NR | Nguyễn Đăng Đức Bảo · Việt Nam                                                             | 8:57.88   |
|                             |                                                                                               |              |                                                                                         |            |                                                                                            |           |
| 4×100 m tiếp sức            | Indonesia · Fernando Lumain · Franklin Ramses Burumi · Muhammad Fadlin · Farrell Oktaviandi   | 39.91        | Singapore · Calvin Kang · Muhammad Amiruddin Jamal · Lee Cheng Wei · Gary Yeo           | 39.91      | Malaysia · Mohd Zabidi Ghazali · Mohd Ikhwan Nor · Mohd Azhar Ismail · Mohammad Noor Imran | 40.41     |
| 4×400 m tiếp sức            | Philippines · Edgardo Alejan · Julius Nierras · Junrey Ocampo Bano · Archand Christian Bagsit | 3:11.16      | Thái Lan · Jukkatip Pojaroen · Saharat Sammayan · Nitipol Thongpoon · Suppachai Chimdee | 3:14.90    | Singapore · Zaki Sapari · Ng Chin Hui · Kenneth Khoo Kian Song · Lance Tan Wei Sheng       | 3:18.50   |
|                             |                                                                                               |              |                                                                                         |            |                                                                                            |           |
| Marathon                    | Yahuza · Indonesia                                                                            | 2:27:45      | Eric Panique · Philippines                                                              | 2:28:26    | Eduardo Buenavista · Philippines                                                           | 2:29:09   |
| 20 km đi bộ                 | Lo Choon Sieng · Malaysia                                                                     | 1:32:34      | Hendro Yap · Indonesia                                                                  | 1:33:23    | Nguyễn Thành Ngưng · Việt Nam                                                              | 1:35:48   |
|                             |                                                                                               |              |                                                                                         |            |                                                                                            |           |
| Nhảy cao                    | Lee Hup Wei · Malaysia                                                                        | 2.15 m       | Pramote Pumurai · Thái Lan                                                              | 2.12 m     | Nguyễn Duy Bằng · Việt Nam                                                                 | 2.08 m    |
| Nhảy sào                    | Kreeta Sintawacheewa · Thái Lan                                                               | 5.10 m       | Sompong Saombankuay · Thái Lan                                                          | 5.00 m     | Edwin Chong Ming Xung · Singapore                                                          | 4.70 m    |
| Nhảy xa                     | Supanara Sukhasvasti · Thái Lan                                                               | 7.86 m       | Henry Dagmil · Philippines                                                              | 7.78 m     | Benigno Marayag · Philippines                                                              | 7.61 m    |
| Nhảy ba bước                | Theerayut Philakong · Thái Lan                                                                | 16.43 m      | Nguyễn Văn Hùng · Việt Nam                                                              | 16.39 m    | Varunyoo Kongnil · Thái Lan                                                                | 16.14 m   |
| Đẩy tạ                      | Chatchawal Polyiam · Thái Lan                                                                 | 17.74 m      | Adi Aliffudin Hussin · Malaysia                                                         | 17.54 m NR | Promrob Juntima · Thái Lan                                                                 | 17.08 m   |
| Ném đĩa                     | James Wong Tuck Yim · Singapore                                                               | 51.32 m      | Hermanto · Indonesia                                                                    | 50.56 m    | Kwanchai Nunsomboo · Thái Lan                                                              | 50.28 m   |
| Ném búa                     | Tantipong Phetchaiya · Thái Lan                                                               | 61.46 m      | Arniel Ferrera · Philippines                                                            | 60.19 m    | Jackie Wong Siew Cheer · Malaysia                                                          | 57.04 m   |
| Ném lao                     | Nguyễn Trường Giang · Việt Nam                                                                | 69.07 m      | Nontach Palanupat · Thái Lan                                                            | 68.87 m    | Danilo Fresnido · Philippines                                                              | 66.27 m   |
|                             |                                                                                               |              |                                                                                         |            |                                                                                            |           |
| 10 môn phối hợp             | Vũ Văn Huyện · Việt Nam                                                                       | 7223 pts     | Nguyễn Văn Huệ · Việt Nam                                                               | 6830 pts   | Zakaria Malik · Indonesia                                                                  | 6602 pts  |

- † : Mohd Jironi Riduan của Malaysia cán đích ở vị trí thứ ba nội dung 1500 m, nhưng sau đó bị truất quyền thi đấu do kéo áo một vận động viên khác trong quá trình tranh chấp vị trí.[6]
- †† : Vận động viên chạy chặng cuối của đội tiếp sức 4×400 m Malaysia cũng bị phát hiện sử dụng chất cấm, không vượt qua kiểm tra doping tại đại hội và sau đó bị cấm thi đấu.

### Nữ
| Nội dung                       | Vàng                                                                                               | Vàng            | Bạc                                                                                | Bạc          | Đồng                                                                             | Đồng     |
| ------------------------------ | -------------------------------------------------------------------------------------------------- | --------------- | ---------------------------------------------------------------------------------- | ------------ | -------------------------------------------------------------------------------- | -------- |
| 100 m (Gió: +1.7 m/s)          | Serafi Anelies Unani · Indonesia                                                                   | 11.69           | Nongnuch Sanrat · Thái Lan                                                         | 11.69        | Vũ Thị Hương · Việt Nam                                                          | 11.73    |
| 200 m                          | Laphassaporn Tawoncharoen · Thái Lan                                                               | 23.65           | Lê Ngọc Phượng · Việt Nam                                                          | 24.01        | Vũ Thị Hương · Việt Nam                                                          | 24.06    |
| 400 m                          | Treewadee Yongphan · Thái Lan                                                                      | 54.13           | Nguyễn Thị Thúy · Việt Nam                                                         | 54.27        | Kay Khaing Lwin · Myanmar                                                        | 55.28    |
| 800 m                          | Trương Thanh Hằng · Việt Nam                                                                       | 2:02.65         | Đỗ Thị Thảo · Việt Nam                                                             | 2:05.62      | Olivia Sadi · Indonesia                                                          | 2:08.41  |
| 1500 m                         | Trương Thanh Hằng · Việt Nam                                                                       | 4:15.75         | Đỗ Thị Thảo · Việt Nam                                                             | 4:18.94      | Olivia Sadi · Indonesia                                                          | 4:21.19  |
| 5000 m                         | Triyaningsih · Indonesia                                                                           | 16:06.37        | Phyu War Thet · Myanmar                                                            | 16:12.23     | Rini Budiarti · Indonesia                                                        | 16:31.85 |
| 10,000 m                       | Triyaningsih · Indonesia                                                                           | 34:52.74        | Phạm Thị Bình · Việt Nam                                                           | 36:04.83     | Phạm Thị Hiền · Việt Nam                                                         | 36:16.84 |
|                                | |                 |                                                                                    |              |                                                                                  |          |
| 100 m vượt rào (Gió: +0.7 m/s) | Wallapa Punsoongneun · Thái Lan                                                                    | 13.51           | Dedeh Erawati · Indonesia                                                          | 13.53        | Wassana Winatho · Thái Lan                                                       | 13.77    |
| 400 m vượt rào                 | Noraseela Khalid · Malaysia                                                                        | 57.41           | Wassana Winatho · Thái Lan                                                         | 58.97        | Viera Melissa Hetharie · Indonesia                                               | 59.64 NR |
| 3000 m vượt chướng ngại vật    | Rini Budiarti · Indonesia                                                                          | 10:00.58 GR, NR | Nguyễn Thị Phương · Việt Nam                                                       | 10:04.42     | Yulianingsih · Indonesia                                                         | 10:48.97 |
|                                | |                 |                                                                                    |              |                                                                                  |          |
| 4×100 m tiếp sức               | Thái Lan · Nongnuch Sanrat · Laphassaporn Tawoncharoen · Phatsorn Jaksuninkorn · Neeranuch Klomdee | 44.40           | Indonesia · Nurul Imaniar · Tri Setyo Utami · Serafi Anelies Unani · Dedeh Erawati | 45.00 NR     | Việt Nam · Lê Thị Mộng Tuyền · Lê Ngọc Phượng · Trương Thanh Hằng · Vũ Thị Hương | 45.12    |
| 4×400 m tiếp sức               | Thái Lan · Saowalee Kaewchuay · Pornpan Hoemhuk · Laphassaporn Tawoncharoen · Treewadee Yongphan   | 3:41.35         | Indonesia · Sulastri · Viera Mellisa Hetharie · Musyafidah · Nining Souhaly        | 3:44.65      | Việt Nam · Nguyễn Thị Thúy · Nguyễn Thị Oanh · Vũ Thùy Trang · Nguyễn Thị Huyền  | 3:45.03  |
|                                | |                 |                                                                                    |              |                                                                                  |          |
| Marathon                       | Triyaningsih · Indonesia                                                                           | 2:45:35         | Ni Lar San · Myanmar                                                               | 2:46:37      | Phạm Thị Bình · Việt Nam                                                         | 2:48:43  |
| 20 km đi bộ                    | Nguyễn Thị Thanh Phúc · Việt Nam                                                                   | 1:43:22         | Kay Khaing Myo Tun · Myanmar                                                       | 1:45:19      | Darwati · Indonesia                                                              | 1:46:04  |
|                                | |                 |                                                                                    |              |                                                                                  |          |
| Nhảy cao                       | Dương Thị Việt Anh · Việt Nam                                                                      | 1.90 m          | Wanida Boonwan · Thái Lan                                                          | 1.87 m       | Phạm Thị Diễm · Việt Nam                                                         | 1.87 m   |
| Nhảy sào                       | Roslinda Samsu · Malaysia                                                                          | 4.20 m GR       | Lê Thị Phương · Việt Nam                                                           | 4.20 m GR NR | Ni Putu Desi Margawati · Indonesia                                               | 3.90 m   |
| Nhảy xa                        | Marestella Torres · Philippines                                                                    | 6.71 m GR       | Maria Natalia Londa · Indonesia                                                    | 6.47 m NR    | Katherine Santos · Philippines                                                   | 6.25 m   |
| Nhảy ba bước                   | Trần Huệ Hoa · Việt Nam                                                                            | 13.76 m NR      | Maria Natalia Londa · Indonesia                                                    | 13.73 m NR   | Thitima Muangjan · Thái Lan                                                      | 13.64 m  |
| Đẩy tạ                         | Zhang Guirong · Singapore                                                                          | 16.96 m         | Wan Lay Chi · Singapore                                                            | 14.59 m      | Juttaporn Krasaeyan · Thái Lan                                                   | 14.37 m  |
| Ném đĩa                        | Subenrat Insaeng · Thái Lan                                                                        | 52.25 m GR      | Dwi Ratnawati · Indonesia                                                          | 49.98 m      | Zhang Guirong · Singapore                                                        | 48.22 m  |
| Ném búa                        | Tang Song Hwa · Malaysia                                                                           | 55.15 m         | Rose Herlinda Inggriana · Indonesia                                                | 51.95 m      | Loralie Sermona · Philippines                                                    | 49.69 m  |
| Ném lao                        | Natta Nachan · Thái Lan                                                                            | 48.80 m         | Rosie Villarito · Philippines                                                      | 47.35 m      | Saowalak Pettong · Thái Lan                                                      | 46.73 m  |
|                                | |                 |                                                                                    |              |                                                                                  |          |
| 7 môn phỗi hợp                 | Wassana Winatho · Thái Lan                                                                         | 5488 pts        | Narcisa Atienza · Philippines                                                      | 5285 pts     | Dương Thị Việt Anh · Việt Nam                                                    | 5196 pts |

## Bảng huy chương
| Hạng               | Đoàn               | Vàng | Bạc | Đồng | Tổng số |
| ------------------ | ------------------ | ---- | --- | ---- | ------- |
| 1                  | Thái Lan           | 14   | 9   | 9    | 32      |
| 2                  | Indonesia          | 13   | 12  | 11   | 36      |
| 3                  | Việt Nam           | 9    | 9   | 14   | 32      |
| 4                  | Malaysia           | 5    | 2   | 3    | 10      |
| 5                  | Philippines        | 3    | 9   | 5    | 17      |
| 6                  | Singapore          | 2    | 3   | 3    | 8       |
| 7                  | Myanmar            | 0    | 3   | 1    | 4       |
| Tổng số (7 đơn vị) | Tổng số (7 đơn vị) | 46   | 47  | 46   | 139     |